# Oleksandr Netschytajlo

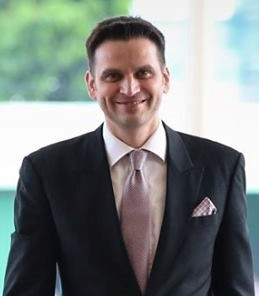
Oleksandr Netschytajlo (2020)

Oleksandr Wjatscheslawowytsch Netschytajlo (ukrainisch Олександр Вячеславович Нечитайло; * 20. September 1973 in der Oblast Tscherkassy, Ukrainische SSR, Sowjetunion) ist ein ukrainischer Diplomat.

## Werdegang
Im Juni 1995 absolvierte Netschytajlo ein Studium an der Fakultät für Orientalische Studien der Abteilung für Linguistik der Nationale Taras-Schewtschenko-Universität Kiew. Netschytajlo hält einen Master of Arts inne in Philologie, Chinesischer und Ukrainischer Sprache und Literatur. Im September 1995 trat er in den Dienst des Außenministeriums der Ukraine.
Netschytajlo hatte mehrere Ämter inne. Im Außenministerium war er Attaché, dritter Sekretär und zweiter Sekretär Der Abteilung Asien-Pazifik. An der ukrainischen Botschaft in Jakarta (Indonesien) war Netschytajlo dritter und zweiter Sekretär, zweiter Sekretär an der ukrainischen Botschaft in Peking (China) und 
Berater an der ukrainischen Botschaft in Kuala Lumpur (Malaysia). Im Büro des Außenministers war er erster Sekretär und Berater, dann Chef für Multilaterale Kooperation. Zuletzt wurde er Generaldirektor des Generaldirektorats für die Asien-Pazifik-Region.

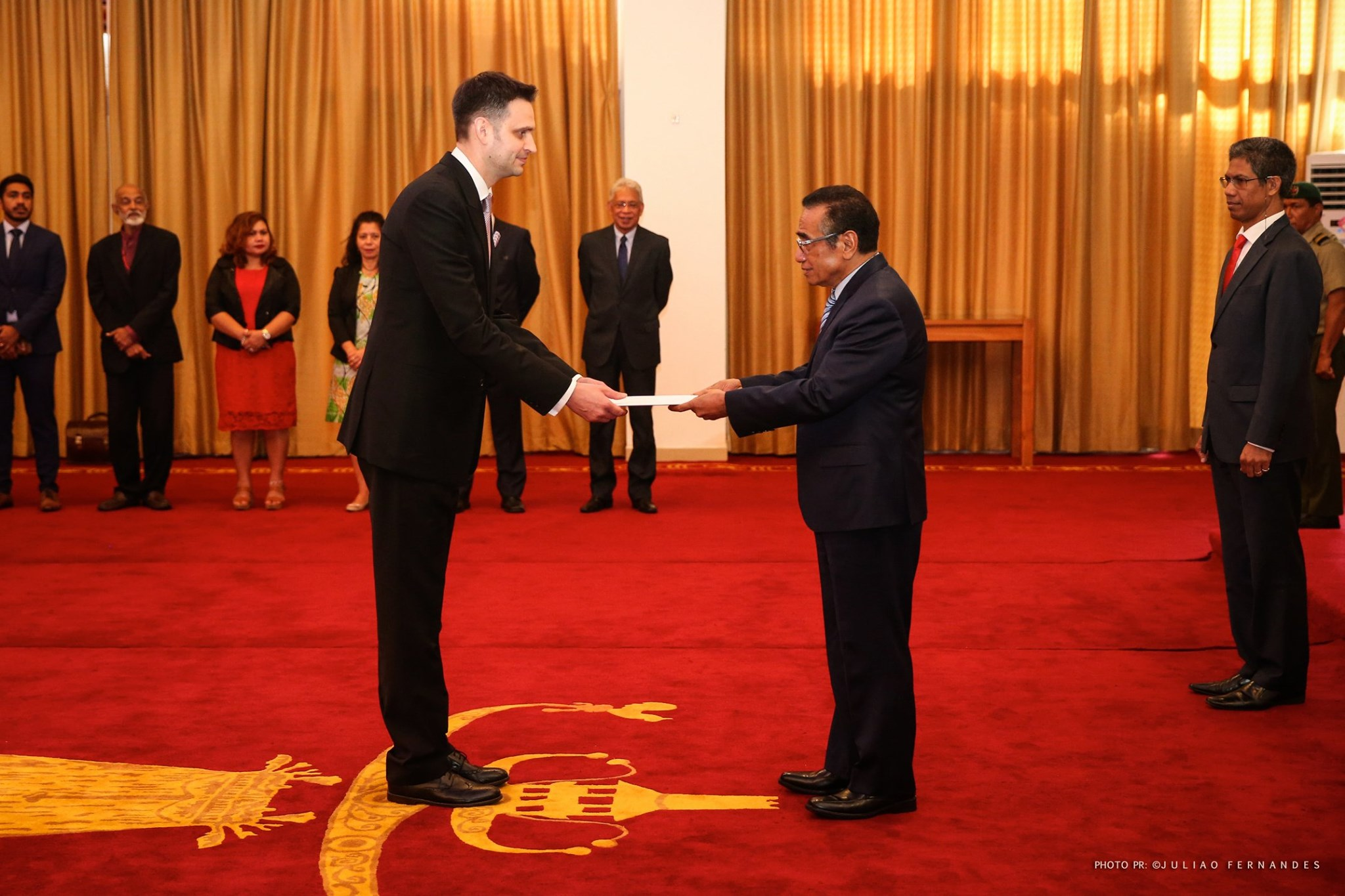
Netschytajlo bei der Übergabe seiner Akkreditierung in Osttimor (2020)

Am 18. Juli 2016 erfolgte die Ernennung Netschytajlos zum Botschafter der Ukraine in Kuala Lumpur für Malaysia, die Philippinen (Ernennung: 2. August 2017) und Osttimor (Ernennung: 25. Oktober 2019). Seine Akkreditierung für Osttimor übergab Netschytajlo am 20. Februar 2020 an Osttimors Präsident Francisco Guterres.

## Sonstiges
Netschytajlo spricht Ukrainisch, Englisch und Chinesisch. Er ist verheiratet und hat einen Sohn und eine Tochter.